# حمران بن أعين
حمران بن أعين مولى بني شيبان كوفي مقريء كبير. قال أبو عمرو الداني أخذ القراءة عرضا وسماعا عن عبيد بن نضيلة وأبي حرب بن أبي الأسود ويحيى بن وثاب عرض عليه حمزة الزيات وقد سمع من أبي الطفيل عامر بن واثلة وأبي جعفر الباقر. حدث عنه الثوري وإسرائيل. قال الكسائي قلت لحمزة على من قرأت قال على ابن أبي ليلى وحمران بن أعين قلت فحمران على من قرأ قال على عبيد بن نضيلة رواه ابن مجاهد عن شيخين كلاهما عن هارون عن الكسائي... إلخ

## اسمه وكنيته ونسبه
أبو الحسن، وقيل: أبو حمزة، حَمران بن أعين بن سنسن الشيباني الكوفي.

## أسرته
آل أعين أُسرة شيعية كوفية، رافقت أهل البيت من زمن الإمام زين العابدين وإلى زمن الغَيبة الكبرى.

## ولادته
لم تُحدّد لنا المصادر تاريخ ولادته ومكانها، إلّا أنّه كان من أعلام القرن الثاني الهجري، ومن المحتمل أنّه ولد في الكوفة باعتباره كوفي.

## صحبته
کان من أصحاب الإمام زين العابدين والإمام الباقر والإمام الصادق.

## مكانته العلمية
كان من قرّاء القرآن الكريم المشهورين، ومن علماء النحو واللغة، ومن شعراء أهل البيت(عليهم السلام).
وكان عالماً حاذقاً في علوم القرآن الكريم، فقد روي عن هشام بن سالم أنّه قال:«كنّا عند أبي عبد الله(عليه السلام) جماعة من أصحابه، فورد رجل من أهل الشام، فاستأذن له، فلمّا دخل سلّم، فأمره أبو عبد الله(عليه السلام) بالجلوس، ثمّ قال: حاجتك أيّها الرجل؟
قال: بلغني أنّك عالم بكلّ ما تسأل عنه، فصرت إليك لأُناظرك، فقال أبو عبد الله(عليه السلام): في ماذا؟ قال: في القرآن، وقطعه، واسكانه، وخفضه، ونصبه، ورفعه.
فقال أبو عبد الله: يا حمران دونك الرجل، فقال الرجل:إنّما أُريدك أنت لا حمران، فقال أبو عبد الله(عليه السلام): إن غلبت حمران فقد غلبتني. فأقبل الشامي، فسأل حمران حتّى غرض وحمران يُجيبه، فقال أبو عبد الله(عليه السلام): كيف رأيت يا شامي؟ قال: رأيته حاذقاً، ما سألته عن شيء إلّا أجابني فيه»(2).

## من أقوال الأئمّة فيه
1ـ قال الإمام الباقر له: «أنت من شيعتنا في الدنيا والآخرة»(3).
2ـ قال الإمام الصادق:«ما وجدت أحداً أخذ بقولي، وأطاع أمري، وحذا حذو أصحاب آبائي غير رجلين رحمهما الله: عبد الله بن أبي يعفور، وحمران بن أعين، أمّا أنّهما مؤمنانِ خالصانِ من شيعتنا، أسماؤهم عندنا في كتاب أصحاب اليمين الذي أعطى الله محمّداً»(4).
3ـ قال الإمام الصادق:«إنّه رجل من أهل الجنّة»(5).
4ـ قال الإمام الصادق:«حمران مؤمن من أهل الجنّة، لا يرتاب أبداً، لا والله»(6).
5ـ قال الإمام الكاظم: «إذا كان يوم القيامة نادى منادٍ: أين حواري محمّد بن عبد الله رسول الله، الذين لم ينقضوا العهد ومضوا عليه؟ فيقوم سلمان والمقداد وأبو ذر... .
ثمّ ينادي المنادي: أين حواري محمّد بن علي، وحواري جعفر بن محمّد؟ فيقوم... وحمران بن أعين... فهؤلاء المتحوّرة أوّل السابقين، وأوّل المقرّبين، وأوّل المتحوّرين من التابعين»(7).
أما عند أهل السنة، قال ابن معين: حمران ضعيف، وقال أبو حاتم: شيخ، وقال النسائي: ليس بثقة. وقال أبو داود: كان رافضيا.

## من أقوال العلماء فيه
1ـ قال الشيخ أبو غالب الزاري: «وكان حمران من أكبر مشايخ الشيعة المفضلّين الذين لا يشكّ فيهم، فكان أحد حملة القرآن، ومَن يُعدّ ويُذكر اسمه في كتب القرآن»(8).
2ـ قال جدّنا الشيخ محمّد طه نجف: «في أعلى طبقات الحسن والجلالة، وقد وردت فيه روايات كثيرة تدلّ على عظم محلّه وجلالة قدره، وهو من أجلّة المتكلّمين، والقرّاء المشهورين، وهو أحد الوكلاء والقوّام كما ذكره الشيخ رحمه الله»(9).
3ـ قال الشيخ محيي الدين المامقاني: «الإنصاف أنّ سبر ما قيل في المترجم، والروايات الكثيرة في مدحه، وصفاته وكمالاته، وقربه من أئمّة الهدى صلوات الله وسلامه عليهم، يوجب الجزم بوثاقته وجلالته وعظيم شأنه، فالمترجم ثقة جليل بلا ريب عندي من دون غمز فيه، ورواياته صحاح، ووثّقه بعض العامّة وضعّفه الأكثر»(10).
اما عمد أهل السنة والجماعة
فقد قالوا عنه:
قال ابن معين : حمران ضعيف
وقال النسائي: ليس بثقة
وقال أبو داود: كان رافضيا
توفي في حدود الثلاثين ومئة
كتبه
عروه عبد الغني التميمي

## روايته للحديث
يعتبر من رواة الحديث في القرن الثاني الهجري، وقد وقع في إسناد كثير من الروايات تبلغ زهاء (119) مورداً، فقد روى أحاديث عن الإمامين الباقر والصادق(عليهما السلام).

## من أولاده
محمّد وحمزة، من أصحابي الإمامين الباقر والصادق(عليهما السلام)، ولكلّ منهما روايات عنهما(عليهما السلام)، ذكرت في الكتب الأربعة، وغيرها.

## وفاته
تُوفّي حوالي عام 130 هـ.